# ロインクロス

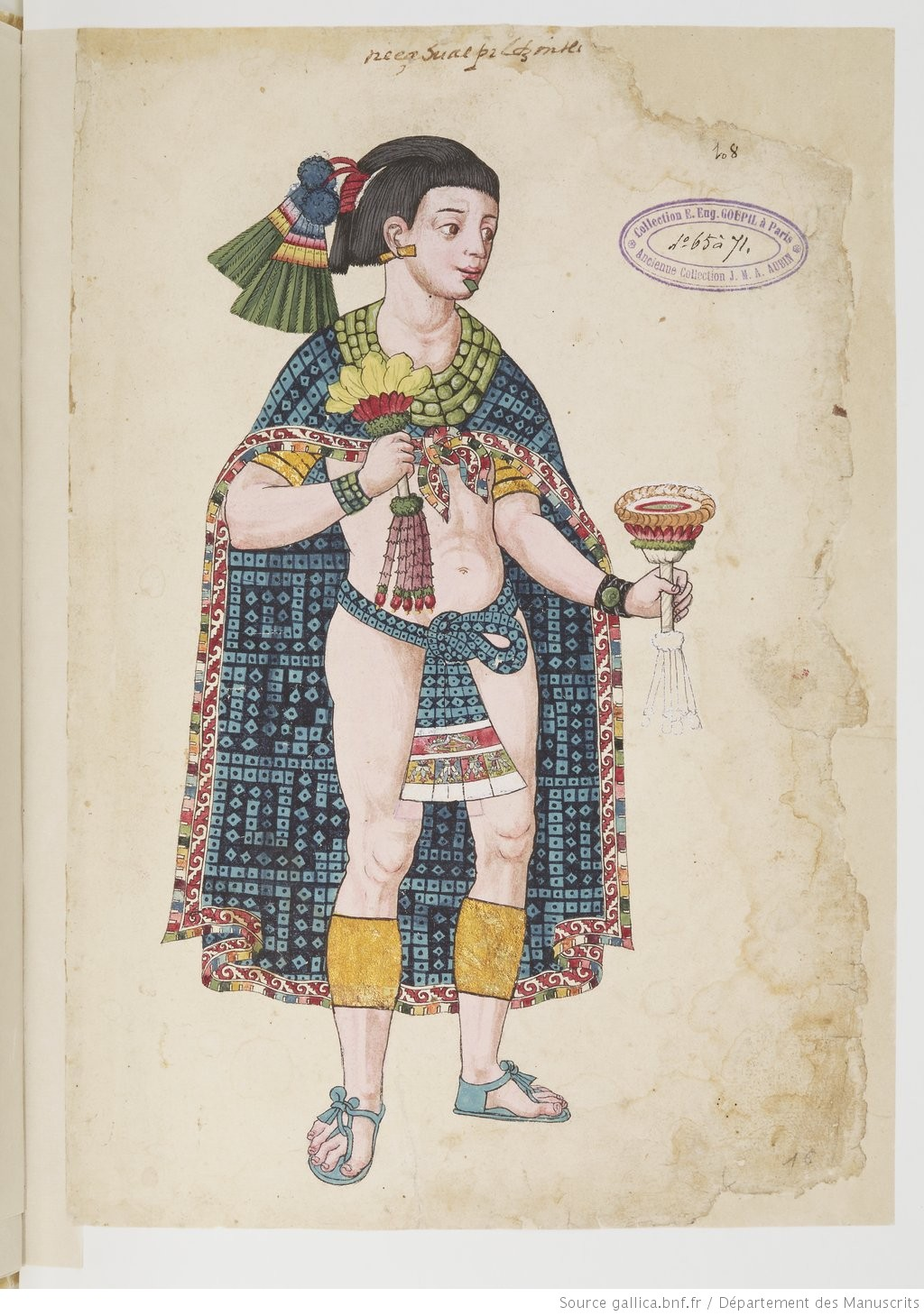
ロインクロスを身につけたアステカ帝国の統治者（1500年頃）

ロインクロス（loincloth）は、衣服の基本形のひとつである。

## 概要
腰布・腰衣のことで、腰周りを紐や布で覆う、または巻く形式。古代エジプト人などに多く見られた衣服の一種で、スカートや下着の祖ともいわれる。古代エジプトでは、時代や身分によってさまざまな丈や巻き付け方がある。
サイズや素材、下着と表着の違いのほか、織り上がった布をそのまま腰に結びとめたり、ベルトで固定する（フィジー・スルなど）腰紐を縫いつけ結びとめる（近世日本・腰巻など）などの固定方法での違い。股下にくぐらせる（インド・ドウティなど）、襞を寄せる（古代エジプト・シェンティなど）の着装方法の違いなどで地域ごとに差異がある。
衣服の分類では基本的にドレーパリー（巻衣型）に属すが、現代では多くの国で上着を導入して二部式の衣装として着用されている。その場合、上着は西洋式のものが採用されている。
また、股下に通す形式の地方では、男性（特に戦士や労働者）が股に通す形式、女性が腰巻形式と着装方法が性分化しているケースが多い。これは、股下を通す形式が労働の際の動きやすさを考えて考案された形式で、腰巻式からの派生だからである。
インドネシアのサロン、ビルマのロンジーは筒型に縫われ、ロインクロスでありながら筒衣（チュニックなどを含む筒型衣服の分類）に分類されることもある。これら筒型ロインクロスは襞を取って着装することが多く、襞の美しさを着装のポイントにしている。